# Beulah (Dakota Północna)
Beulah – miasto w Stanach Zjednoczonych, w stanie Dakota Północna, w hrabstwie Mercer.